# Июль 2014 года

Список событий июля 2014 года.

## События
- 1 июля
  - Полиция задержала бывшего президента Франции Николя Саркози, его намерены допросить по делу о коррупции[1].
  - Правительство Японии во главе с премьером Синдзо Абэ приняло резолюцию, согласно которой впервые после окончания Второй мировой войны вооружённые силы страны могут участвовать в операциях за границей[2].
  - Председательство в Евросоюзе на полгода перешло от Греции к Италии[3].
  - ЦИК Абхазии исключил из своей базы граждан, чьи паспорта признаны недействительными. В ходе съезда партии Форум Национального Единства Абхазии кандидатами в президенты и вице-президенты выдвинуты Рауль Хаджимба и Виталий Габниа[4][5].
  - Вступил в должность новый президент Панамы Хуан Карлос Варела Родригес[6].
  - Многотысячный марш протеста состоялся в Гонконге; манифестанты требовали демократизации избирательной системы и, в частности, проведения прямых всеобщих выборов в 2017 году[7].
  - Президент Украины Петр Порошенко по итогам заседания Совета национальной безопасности и обороны Украины принял решение «приостановить действие режима одностороннего прекращения огня на Донбассе»[8].
- 2 июля
  - Фабьен Кусто, внук знаменитого океанографа Жака-Ива Кусто, побил рекорд своего деда, проведя в подводной лаборатории[англ.] 31 день[англ.][9].
  - Новым президентом Парламентской ассамблеи Организации по безопасности и сотрудничеству в Европе избран финский политик Илкка Канерва[10].
- 3 июля
  - Стартовавшая с космодрома «Плесецк» ракета-носитель «Рокот» вывела на орбиту три спутника связи «Гонец-М»[11].
- 4 июля
  - Госдума РФ приняла закон о создании игорных зон в Крыму и Сочи[12].
  - В Индии введён запрет на ввоз на территорию страны фуа-гра[13].
- 5 июля
  - В Польше разбился самолёт с парашютистами, 11 погибших[14].
- 6 июля
  - Украинские силовики восстановили контроль над Славянском и Краматорском[15].
  - Новак Джокович и Петра Квитова стали двукратными чемпионами Уимблдона в мужском и женском одиночном разряде соответственно[16].
- 8 июля
  - Армия Израиля начала антитеррористическую операцию в секторе Газа под кодовым названием «Нерушимая скала»[17].
  - Премьер-министры Японии и Австралии Синдзо Абэ и Тони Эбботт подписали пакт об экономическом партнерстве[18].
  - Стартовавшая с космодрома «Байконур» ракета-носитель «Союз-2.1б» вывела на орбиту семь спутников, в числе которых гидрометеорологический «Метеор-М №2» и частный DX1[19].
  - Почти полмиллиона жителей японского острова Окинава были вынуждены временно покинуть свои дома из-за приближения тайфуна «Ногури»[20].
- 9 июля
  - С космодрома «Плесецк» запущена ракета-носитель «Ангара-1.2ПП»[21][22][23].
  - В Индонезии прошли президентские выборы, по предварительным данным победу на них одержал Джоко Видодо[24].
- 10 июля
  - Правительство Германии попросило главу американской разведки в Берлине покинуть страну, после начала расследования случаев шпионажа в пользу США[25].
- 13 июля
  - Внеочередные парламентские выборы в Словении[26]. Победу одержала Партия Миро Церара[27].
- 14 июля
  - Новым главой МИД Великобритании стал Филип Хэммонд[28].
  - Под Луганском сбит военно-транспортный самолёт Ан-26, принимавший участие в активной фазе силовой операции[29].
- 15 июля
  - В Казани (Россия) стартовал чемпионат мира по фехтованию[30].
  - В результате схождения с рельсов трех вагонов поезда в Московском метро погибли 24 человека, более 200 ранено[31].
- 16 июля
  - В связи с отсутствием усилий со стороны России по деэскалации вооруженного конфликта на востоке Украины правительство США ввело первые санкции в отношении ключевых секторов российской экономики[32].
- 17 июля
  - Потерпел крушение и упал на территории Украины самолёт малайзийской авиакомпании Malaysia Airlines Boeing 777, совершавший рейс Амстердам — Куала-Лумпур. Все находившиеся на борту люди (298 человек) погибли[33].
- 18 июля
  - В результате боёв вокруг международного аэропорта в Триполи (Ливия) погибли 30 человек, ранены около 50[34].

- 19 июля
  - На западе Египта (на границе провинции Вади-эль-Гедид) в результате вооружённого нападения на пограничный пункт погиб 31 военнослужащий[35].
- 22 июля
  - В Москве прошло экстренное заседание Совета безопасности России, на нём обсуждались возможные шаги руководства страны в связи с событиями на Украине, прежде всего, на фоне катастрофы малайзийского Боинга[36].
  - Президент России подписал закон о переходе страны на зимнее время, закон содержит запрет на сезонный перевод времени и устанавливает 11 часовых зон[37].
- 23 июля
  - На Пескадорских островах (уезд Пэнху, Тайвань) совершил аварийную посадку самолёт ATR 72 компании TransAsia Airways. Погибли 48 человек, 10 пассажиров и 5 человек на земле ранены[38].
- 24 июля
  - Вступил в должность президент Израиля Реувен Ривлин[39].
  - Через 50 минут после вылета из аэропорта столицы Буркина-Фасо, на территории Мали разбился самолет McDonnell Douglas MD-80 авиакомпании Air Algerie. Погибли 119 пассажиров и 6 членов экипажа[40].
  - На заседании Верховной рады премьер-министр Украины Арсений Яценюк объявил о своей отставке в связи с развалом коалиции «Европейский выбор» в парламенте[41].
  - Мусульманская коалиция «Селека» и христианское ополчение «Антибалака» в Центральноафриканской Республике подписали соглашение о перемирии[42].
- 26 июля
  - В Кременчуге убили мэра города Олега Бабаева[43].
  - По предложению Израиля в секторе Газа объявлено перемирие для создания гуманитарного окна, ХАМАС поддержал инициативу[44].
- 27 июля
  - Население Филиппин официально превысило 100 миллионов человек[45].
- 28 июля
  - Международный арбитражный суд в Гааге постановил, что государство осуществило полномасштабную атаку на ЮКОС и её бенефициаров с целью обанкротить компанию и присвоить её активы в пользу государственных компаний Роснефть и Газпром, таким образом экспроприировав собственность и нарушив положения Договора к Энергетической хартии. Арбитраж решил, что Байкалфинансгрупп была фиктивной компанией, аукцион по продаже Юганскнефтегаза был сфальсифицирован и был связан не с желанием вернуть налоги, а был обусловлен намерением государства приобрести активы ЮКОСа, а затем обанкротить всю компанию. Если решение вступит в силу, российские власти должны компенсировать судебные издержки и выплатить истцам сумму в $50 млрд до 15 января 2015 года[46][47].
  - В разгар боёв за Донецк премьер-министр самопровозглашённой Донецкой Народной Республики Александр Бородай выехал в Россию[48].
- 29 июля
  - В Китае объявлено о начале расследования в отношении бывшего главы министерства общественной безопасности Чжоу Юнкана, обвиняемого в «антипартийной деятельности»[49].
  - Лидеры стран Евросоюза согласились ввести новый пакет санкций против России в ответ на политику Кремля в отношении Украины, санкции впервые распространяются целиком на российскую нефтяную индустрию, финансовый, оборонный и технологический секторы[50].
- 30 июля
  - В округе Пуна штата Махараштра в Индии в результате схода[англ.] оползня погибли более 70 человек[51].
- 31 июля
  - Европейский суд по правам человека постановил, что при задержании и аресте бывшего вице-премьера России Бориса Немцова российское государство нарушило ряд статей Европейской конвенции о защите прав человека и обязал выплатить ему 28,5 тыс. евро[52][53].
  - В результате взрыва газопровода в тайваньском городе Гаосюн погибло 30 человек, как минимум 309 получили ранения[54][55].
  - Европейский суд по правам человека присудил бывшим акционерам ЮКОСа 1,86 млрд евро в качестве компенсации по жалобе против России, рассмотренной ещё в 2011 году. Решение может быть обжаловано в течение трех месяцев[56].